# Norma Mora
Norma Helen García Mora Starr (Ciudad de México, c. 1943-11 de febrero de 2025), conocida como Norma Mora, fue una actriz mexicana, recordada por sus participaciones en películas como Viva Chihuahua (1961), con Germán Valdés "Tin-Tan", Que perra vida (1962) y Los astronautas (1964), ambas junto con el dúo cómico-musical, Viruta y Capulina.

## Biografía
Originaria de la Ciudad de México, fue hija de un árabe y de una irlandesa, y también tiene ascendencia judía. Hacia 1959, ganó un concurso de belleza patrocinado por una famosa revista mexicana. Su familia no quería que fuera actriz, pero de todos modos ella inició su carrera en el cine. Su ilusión era llegar a ser una actriz dramática, y estudió mucho para ello. También cantaba y bailaba, y llegó a grabar varios discos.
Uno de sus primeros papeles estelares fue al lado de Germán Valdés "Tin-Tan" en Viva Chihuahua (1961). Compartió créditos estelares con Viruta y Capulina en Qué perra vida (1962), donde interpretó a la antagonista del argumento. Como pareja de Fernando Casanova, participó en Ahí vienen los Argumedo (1962) y su secuela, Vuelven los Argumedo (1963), pero las películas que cimentaron su fama son Santo en el museo de cera (1963), con el luchador El Santo, y Los astronautas (1964), donde volvió a trabajar con Viruta y Capulina, esta vez interpretando a la novia venusina de Capulina: Rauna, la sargento X8.

## Muerte
Falleció el 11 de febrero de 2025 en la Ciudad de México a los 81 años.